# 진해시장
진해시장은 경상남도 진해시의 시장이다. 과거 대한민국에 존재했던 기초자치단체장이다. 2010년 진해시와 마산시 지역이 창원시로 통합되면서 폐지되었다.

## 역대 진해시장
| 선출 방식 | 대수 | 이름   | 임기                                |
| --------- | ---- | ------ | ----------------------------------- |
| 관선      | 1대  | 정소준 | 1955년 9월 5일 ~ 1959년 6월 27일    |
| 관선      | 2대  | 정소준 | 1959년 9월 12일 ~ 1960년 6월 27일   |
| 관선      | 3대  | 김해룡 | 1960년 6월 28일 ~ 1960년 12월 1일   |
| 관선      | 4대  | 김해룡 | 1960년 12월 30일 ~ 1961년 5월 30일  |
| 관선      | 5대  | 오용길 | 1961년 6월 1일 ~ 1963년 12월 16일   |
| 관선      | 6대  | 김희구 | 1964년 1월 18일 ~ 1965년 9월 24일   |
| 관선      | 7대  | 안재흥 | 1965년 9월 25일 ~ 1968년 4월 30일   |
| 관선      | 8대  | 김철년 | 1968년 5월 1일 ~ 1970년 12월 3일    |
| 관선      | 9대  | 이선철 | 1970년 12월 4일 ~ 1973년 6월 30일   |
| 관선      | 10대 | 김중도 | 1973년 7월 1일 ~ 1975년 5월 29일    |
| 관선      | 11대 | 허직   | 1975년 5월 30일 ~ 1975년 9월 30일   |
| 관선      | 12대 | 박용범 | 1975년 10월 13일 ~ 1978년 8월 1일   |
| 관선      | 13대 | 하황식 | 1978년 8월 2일 ~ 1980년 7월 9일     |
| 관선      | 14대 | 박부찬 | 1980년 8월 1일 ~ 1981년 6월 30일    |
| 관선      | 15대 | 윤희윤 | 1981년 7월 1일 ~ 1983년 4월 14일    |
| 관선      | 16대 | 안길현 | 1983년 4월 15일 ~ 1984년 12월 10일  |
| 관선      | 17대 | 박부찬 | 1984년 12월 11일 ~ 1986년 12월 23일 |
| 관선      | 18대 | 김영동 | 1986년 12월 24일 ~ 1988년 12월 31일 |
| 관선      | 19대 | 김충규 | 1989년 1월 1일 ~ 1991년 11월 6일    |
| 관선      | 20대 | 이남기 | 1991년 11월 7일 ~ 1993년 7월 20일   |
| 관선      | 21대 | 서정훈 | 1993년 7월 20일 ~ 1993년 12월 31일  |
| 관선      | 22대 | 여주환 | 1994년 1월 3일 ~ 1994년 12월 31일   |
| 관선      | 23대 | 문원경 | 1995년 1월 1일 ~ 1995년 6월 30일    |
| 민선      | 37대 | 김병로 | 1995년 7월 1일 ~ 1998년 6월 30일    |
| 민선      | 38대 | 김병로 | 1998년 7월 1일 ~ 2002년 7월 1일     |
| 민선      | 39대 | 김병로 | 2002년 7월 2일 ~ 2006년 6월 30일    |
| 민선      | 41대 | 이재복 | 2006년 7월 1일 ~ 2009년 12월 6일    |

## 같이 보기
- 진해시
- 진해시장 선거
- 창원시장
- 마산시장